# Hitohira
Hitohira (яп. ひとひら, Пушинка) — манга Кирихары Идзуми и одноимённое аниме. Транслировалось в Японии телеканалом AT-X c 28 марта по 13 июня 2007 года.

## Сюжет
Муги Асаи, ученица старшей школы, с детства страдает патологической робостью: боится лишний раз привлечь к себе внимание, боится чужих взглядов. Иногда от сильного волнения у неё пропадает голос.
«Общество изучения сценического искусства» (театральный кружок) остро нуждается в новобранцах. Муги-тян неожиданно привлекла внимание его членов. После долгих уговоров Асаи соглашается принять участие в школьном спектакле.

## Список серий
1. Это невозможно!
2. Ошибка… Одна?
3. Дебют
4. Я делаю все возможное…?!
5. Победа!
6. Изменюсь ли я?
7. Даже если они друзья…
8. Ты не одинок
9. Я никогда не забуду этот день!
10. Вместе, навсегда
11. Я обожаю твою улыбку!
12. Огромное спасибо тебе!